# Mistrzostwa Polski w Badmintonie 1989
25. Mistrzostwa Polski w badmintonie odbyły się w dniach 3-5 lutego 1989 roku w Suwałkach.

## Klasyfikacja medalowa
| Konkurencja:            | Złoto:                                                                  | Srebro:                                                                  | Brąz: |
| gra pojedyncza kobiet   | Bożena Siemieniec (Technik Głubczyce)                                   | Bożena Haracz (Technik Głubczyce)                                        | Barbara Kulanty (Bolesław Bukowno) Wioletta Wilk (Motus Koszalin)                                                                           |
| gra pojedyncza mężczyzn | Jacek Hankiewicz (Kolejarz Katowice)                                    | Jerzy Dołhan (Technik Głubczyce)                                         | Janusz Czerwieniec (Polonez Warszawa) Grzegorz Olchowik (Technik Głubczyce)                                                                 |
| gra podwójna kobiet     | Bożena Haracz (Technik Głubczyce) Bożena Siemieniec (Technik Głubczyce) | Małgorzata Kowina (AZS Katowice) Danuta Miska (AZS Katowice)             | Anna Grabowska (Marcovia Marki) Ewa Ochman (Marcovia Marki) Katarzyna Krasowska (Technik Głubczyce) Marzena Masiuk (Technik Głubczyce)      |
| gra podwójna mężczyzn   | Jerzy Dołhan (Technik Głubczyce) Jacek Hankiewicz (Kolejarz Katowice)   | Marek Bujak (Technik Głubczyce) Grzegorz Olchowik (Technik Głubczyce)    | Jarosław Bąk (Technik Głubczyce) Stanisław Rosko (Technik Głubczyce) Janusz Czerwieniec (Polonez Warszawa) Piotr Sobotka (Polonez Warszawa) |
| gra mieszana            | Jerzy Dołhan (Technik Głubczyce) Bożena Haracz (Technik Głubczyce)      | Grzegorz Olchowik (Technik Głubczyce) Marzena Masiuk (Technik Głubczyce) | Jarosław Bąk (Technik Głubczyce) Bożena Siemieniec (Technik Głubczyce) Jacek Hankiewicz (Kolejarz Katowice) Elżbieta Grzybek (KKW Kraków)   |